# Ready to Die
Ready to Die este albumul de debut al rapperului american The Notorious B.I.G., lansat pe 13 septembrie 1994 prin casa de discuri Bad Boy Records. A fost primul material lansat de Bad Boy Records iar producția acestuia a fost asigurată de Sean "Puffy" Combs (fondatorul Bad Boy Records), Easy Mo Bee, Chucky Thompson, DJ Premier și Lord Finesse printre alții. Albumul a fost înregistrat între 1993 și 1994 la The Hit Factory și la studiourile D&D în New York City. Parțial autobiografic, albumul relatează experiențele lui Notorious B.I.G. pe când acesta, ca tânăr criminal, avea diverse probleme cu legea și se proclama ca "un Frank White negru". Ready to Die este singurul său album de studio lansat în viață; B.I.G. a fost ucis cu câteva zile înainte de lansarea celui de-al doilea său album, Life After Death (1997).
Ready to Die a fost foarte apreciat la momentul lansării fiind un succes comercial și câștigând patru discuri de platină. Albumul a revitalizat scena East Coast a hip hopului în plină dominație comercială a celei West Coast. Al doilea single extras de pe material, "Big Poppa" a fost nominalizat la premiul Grammy pentru cel mai bun cântec rap solo la ediția din 1996 a premiilor Grammy. Unii critici consideră Ready to Die ca fiind unul dintre cele mai bune albume hip-hop ale tuturor timpurilor. În 2003 albumul a fost clasat pe locul 133 în Lista celor mai bune 500 de albume ale tuturor timpurilor stabilită de revista Rolling Stone, fiind astfel al treilea cel mai bine clasat album hip hop din listă. În 2006 revista Time a inclus albumul într-o listă a celor mai bune 100 de albume ale tuturor timpurilor.

## Tracklist
1. "Intro" (3:24)
2. "Things Done Changed" (3:58)
3. "Gimme the Loot" (5:04)
4. "Machine Gun Funk" (4:17)
5. "Warning" (3:40)
6. "Ready to Die" (4:24)
7. "One More Chance" (4:43)
8. "Fuck Me" (interlude) (1:31)
9. "The What" (3:57 - cu Method Man)
10. "Juicy" (5:02)
11. "Everyday Struggle" (5:19)
12. "Me & My Bitch" (4:00)
13. "Big Poppa" (4:13)
14. "Respect" (5:21)
15. "Friend of Mine" (3:28)
16. "Unbelievable" (3:43)
17. "Suicidal Thoughts" (2:50)

- Toate cântecele au fost scrise de Notorious B.I.G.

## Single-uri
- "Juicy" (1994)
- "Big Poppa" (1995)
- "One More Chance" (1995)